# طوابع الاتحاد السوفيتي
طوابع بريد الاتحاد السوفيتي، لقد صدرت طوابع بريد سوفيتية بين عامي 1923 و1991. وحملت نقشًا باللغة الروسية: "Почта СССР" ("بريد الاتحاد السوفيتي"). وعكست طوابع البريد السوفيتية، من حيث موضوعها، إلى حد كبير تاريخ وسياسة واقتصاد وثقافة أول دولة اشتراكية في العالم.

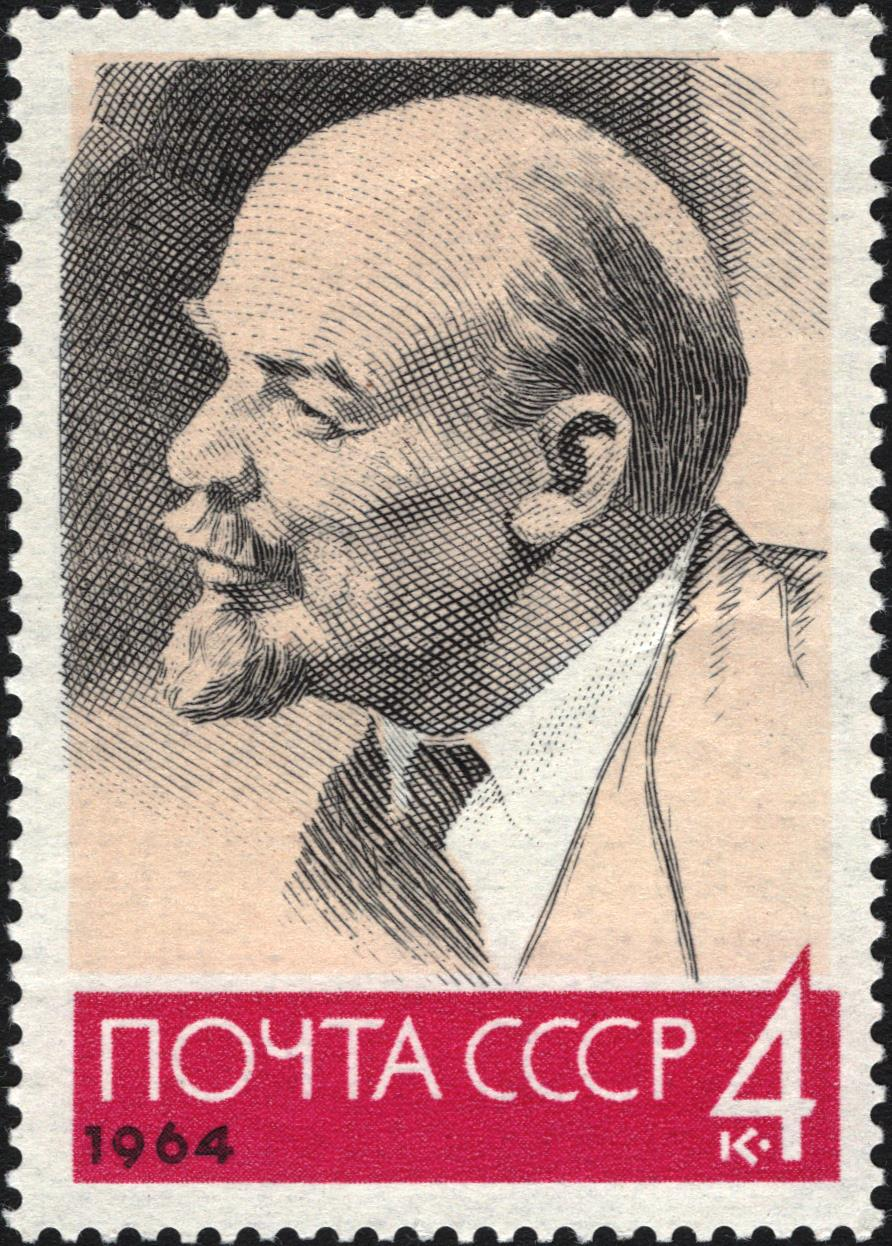
طابع بريد سوفيتي يحمل صورة لينين

كان إيفان دوباسوف (الذي صمم إصدار طابع لينين، وهو أول إصدار لطوابع بريد روسية تحمل صورة فلاديمير لينين عام 1924) وفاسيلي زافيالوف من أبرز مصممي طوابع البريد السوفيتية. وبحلول منتصف عقد السبعينيات من القرن العشرين، صدر أكثر من أربعة آلاف طابع بريد في الاتحاد السوفيتي. وفي عام 1970، نُشر فهرس طوابع البريد للاتحاد السوفيتي، 1918-1969، في موسكو، ثم صدرت الملاحق السنوية بعد ذلك. وقد تم توضيح تاريخ وتصميم طوابع البريد السوفيتية في المنشور السنوي "جامع الطوابع السوفيتية" والمجلة الشهرية "فيلاتيليا إس إس آر".

## نبذة تاريخية
لقد صممت أول طوابع بريدية لاتحاد الجمهوريات الاشتراكية السوفيتية الذي أعلن حديثًا بواسطة جورجي باشكوف وصدرت الطوابع في شهر أغسطس 1923 فيما يتعلق بالمعرض الزراعي والحرفي الروسي الأول.

أول طوابع بريد للاتحاد السوفييتي من تصميم جورجي باشكوف، عام 1923
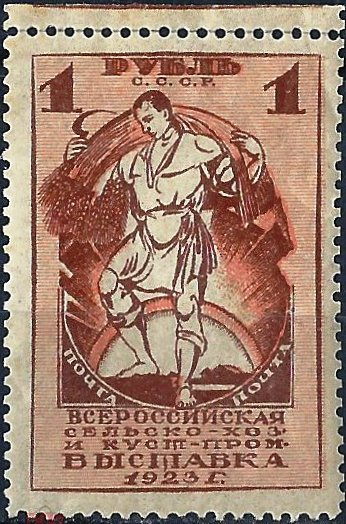
حاصدة، 1 روبل
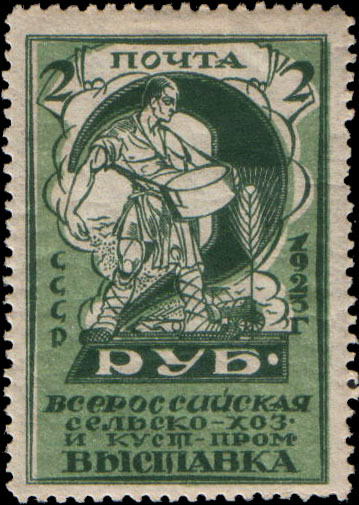
الفلاح المزارع 2 روبل
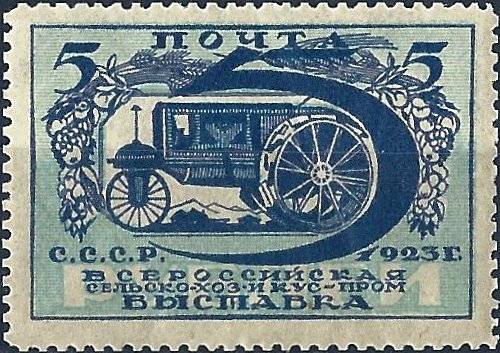
جرار أو آلة حراثة، 5 روبل
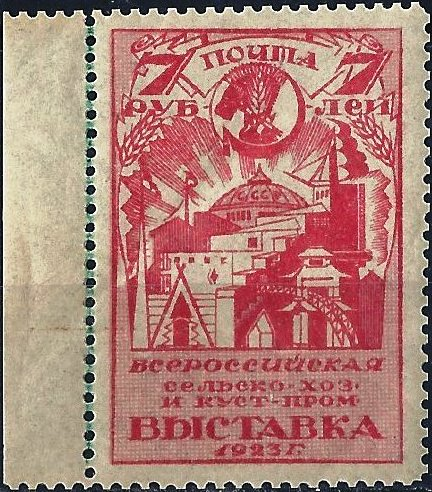
منظر عام للمعرض، ٧ روبل

| - أول طوابع بريد للاتحاد السوفييتي من تصميم جورجي باشكوف، عام 1923 - حاصدة، 1 روبل - الفلاح المزارع 2 روبل - جرار أو آلة حراثة، 5 روبل - منظر عام للمعرض، ٧ روبل |

## القضايا النهائية

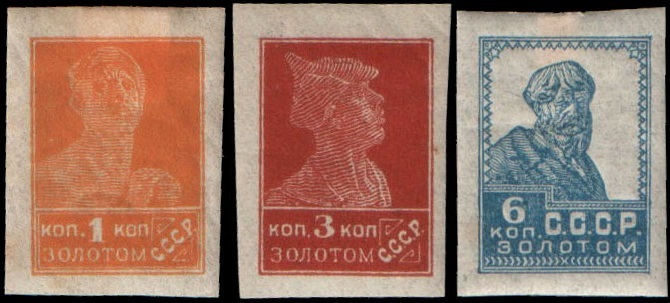
عامل وجندي في الجيش الأحمر وفلاح، سلسلة طوابع من إصدار المعيار الذهبي عام 1923

صدرت أول سلسلة من طوابع الاتحاد السوفيتي الرسمية، المعروفة باسم إصدار "المعيار الذهبي"، في أكتوبر/تشرين الأول عام 1923. وتضمن تصميمها، الذي اقترحه إيفان شادر، تماثيل نصفية لعمال وجنود من الجيش الأحمر وفلاحين. كما كانت هناك خطة لبيع المزيد من الطوابع في السوق الدولية. ومن خلال استهداف الطوابع للمبيعات الخارجية، سعت الحكومة السوفيتية إلى كسب العملة الصعبة.

أمثلة على طوابع بريد من عام 1929 بفئتين 7 و14 كوبيك
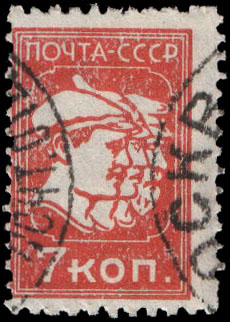
العامل والجندي والفلاح، الإصدار الثالث النهائي، 1929
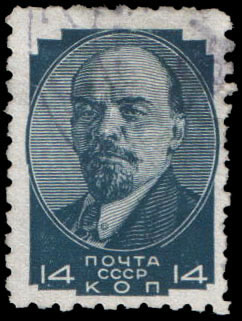
لينين، الإصدار الثالث النهائي، 1929
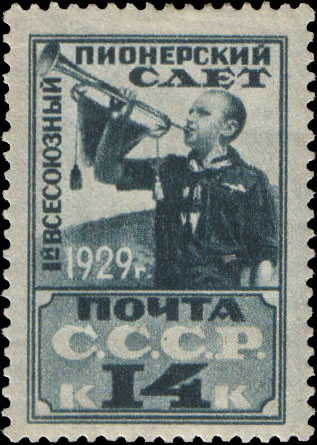
أول تجمع لرواد عموم الاتحاد السوفيتي، 1929

على مر السنين، شهد الاتحاد السوفيتي زيادة مطردة في عدد طوابع البريد المختلفة التي أصدرها سنويًا. واستمرت فئات الطوابع البريدية في تضمين أسعار البريد الدولي. على سبيل المثال، تراوحت قيمة معظم الإصدارات الجديدة خلال عامي 1939 و1940 للفئات بين 10 و30 كوبيك، أي أعلى من قيمة البريد الداخلي القياسي.

أمثلة على طوابع بريدية من عام 1939 من الفئات 10 و30 كوبيك
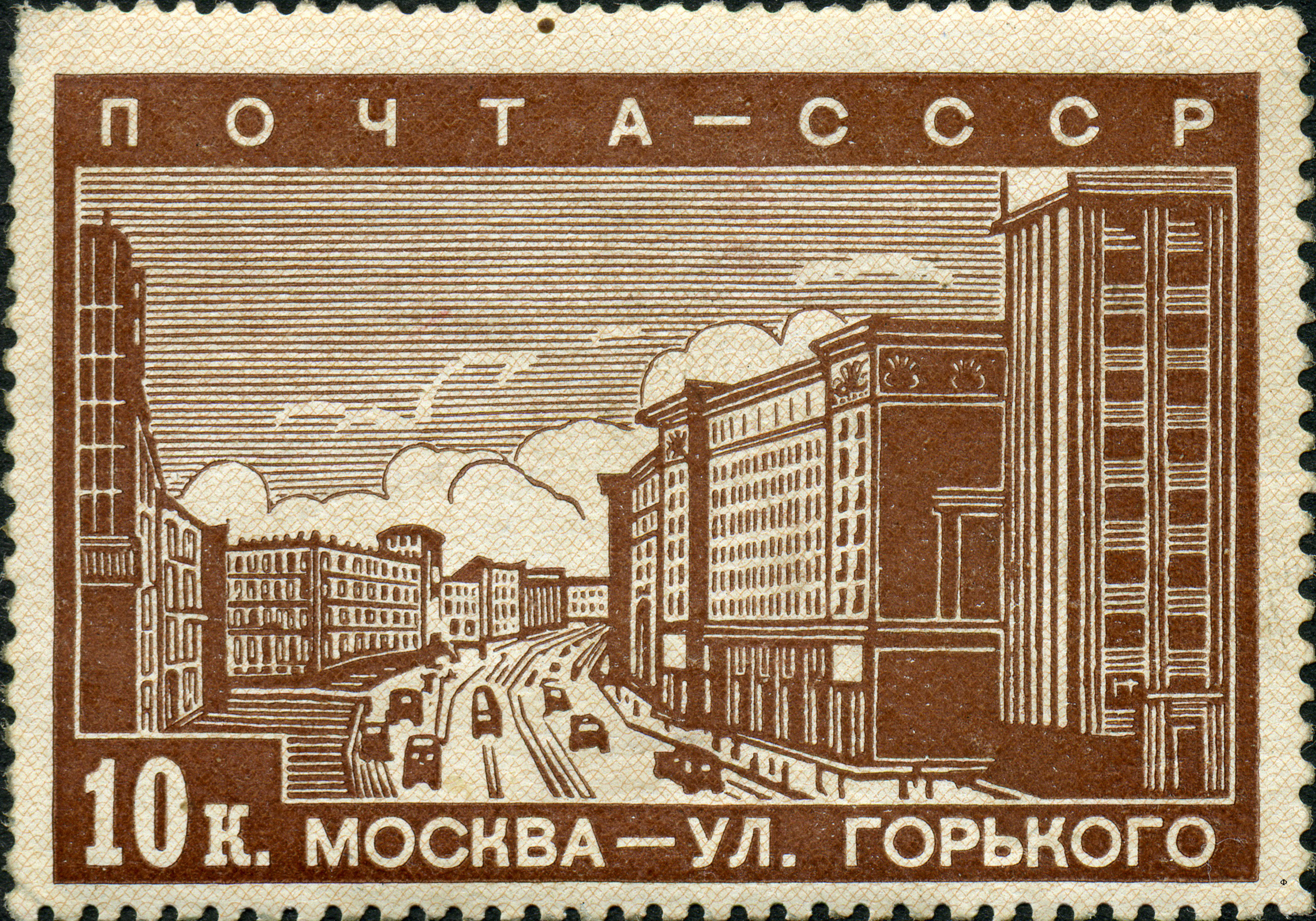
شارع غوركي، موسكو
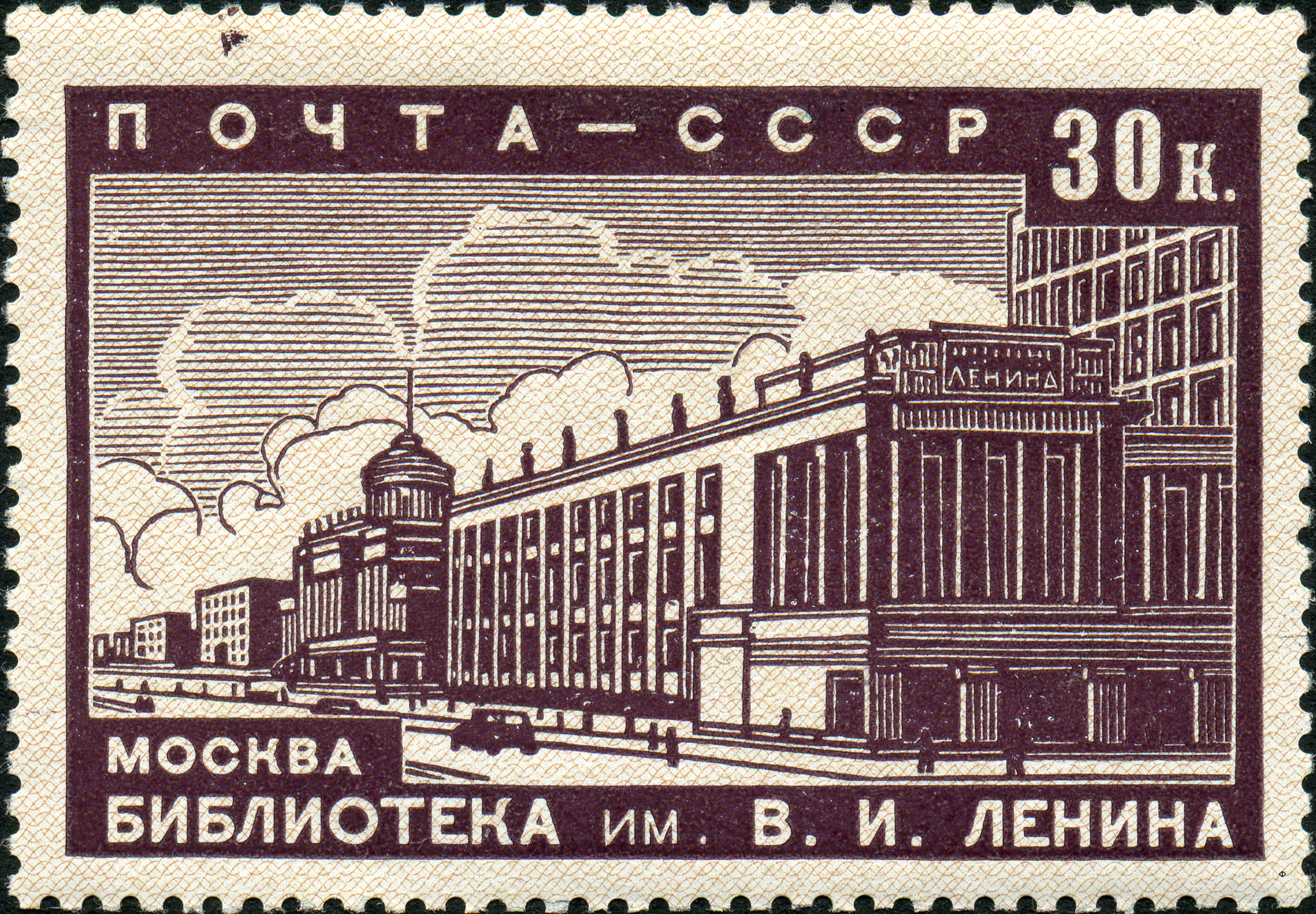
مكتبة لينين، موسكو
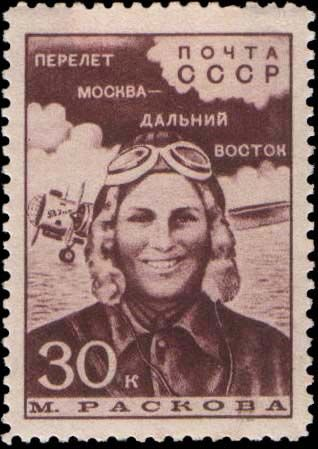
رحلة مارينا راسكوفا موسكو - الشرق الأقصى
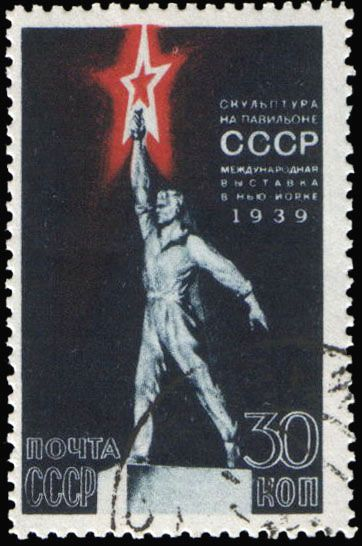
جناح الاتحاد السوفييتي في معرض نيويورك العالمي لعام 1939
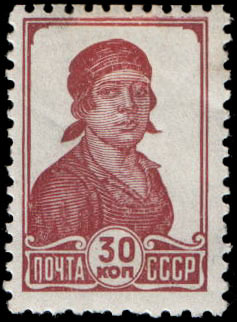
امرأة المصنع، العدد الخامس النهائي
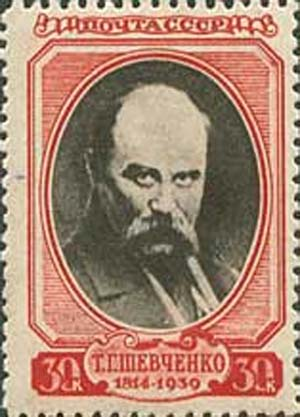
الذكرى 125 لميلاد تاراس شيفتشينكو
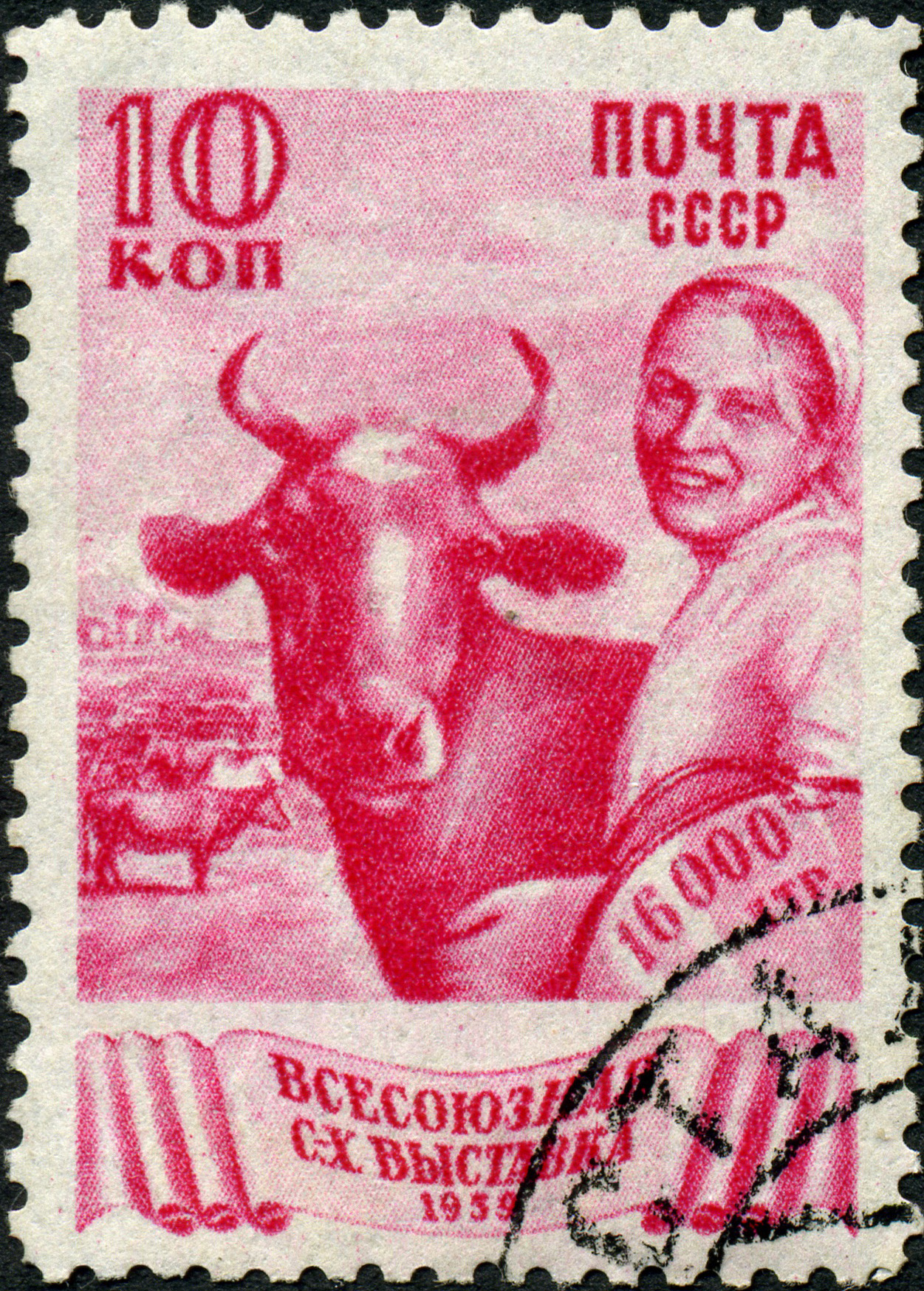
مزرعة الألبان، حلابة مع بقرة جائزة، معرض الزراعة لعموم الاتحاد
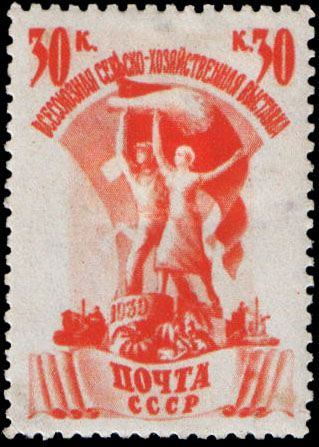
شعار "سائق الجرار وامرأة المزرعة الجماعية"، المعرض الزراعي للاتحاد 1939
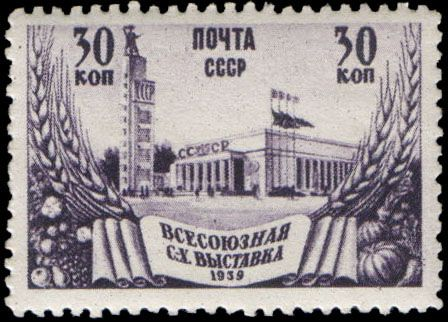
الجناح المركزي، المعرض الزراعي لعموم الاتحاد 1939
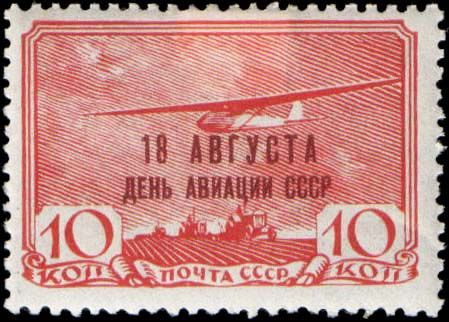
طائرة شراعية، يوم الطيران السوفيتي
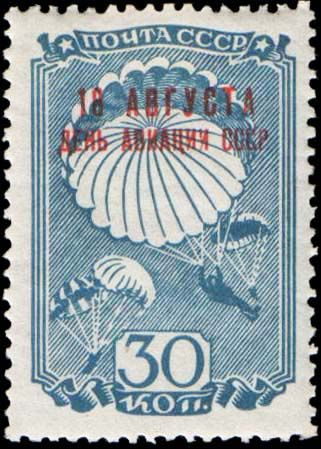
المظليون، يوم الطيران السوفيتي
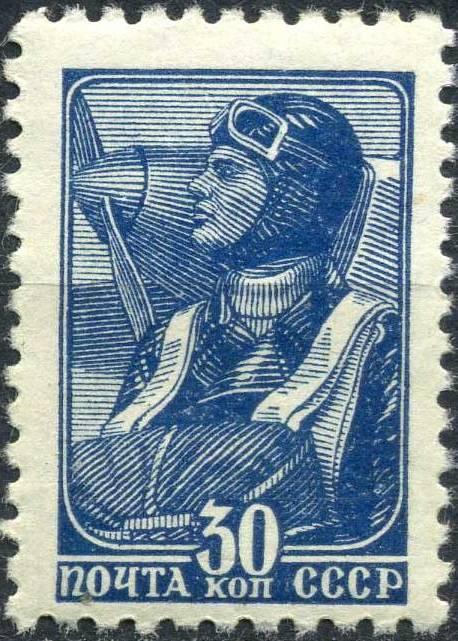
الطيار، العدد السادس النهائي
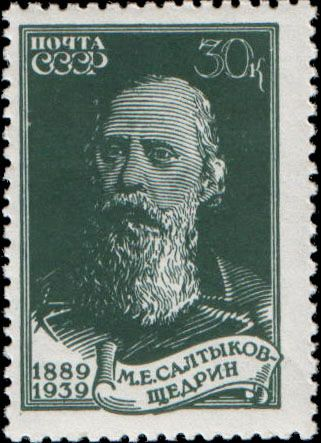
الذكرى الخمسون لوفاة ميخائيل سالتيكوف-شيدرين
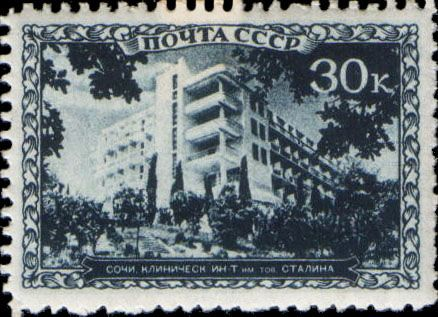
سوتشي، المنتجعات الصحية القوقازية
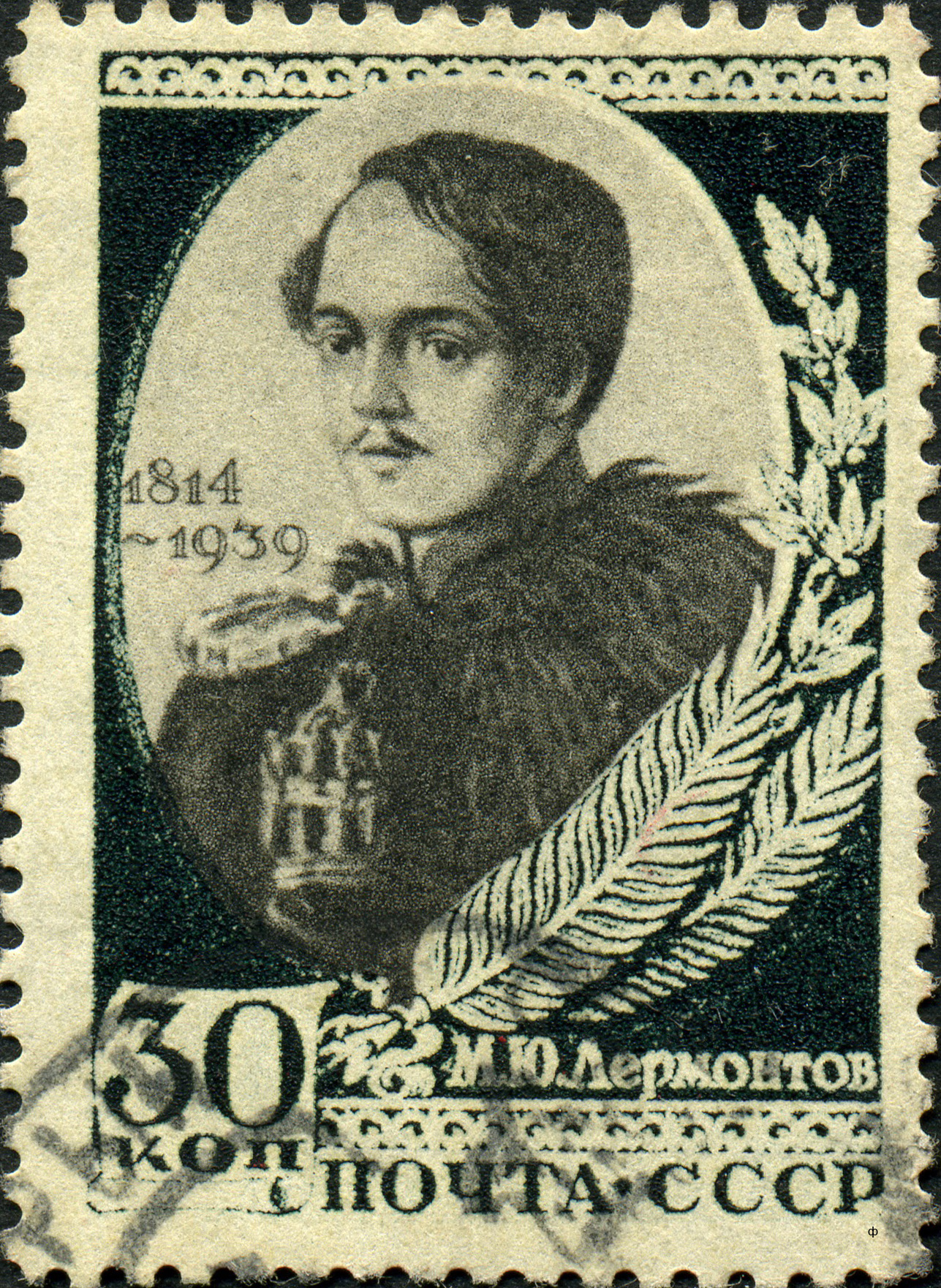
الذكرى 125 لميلاد ميخائيل ليرمونتوف
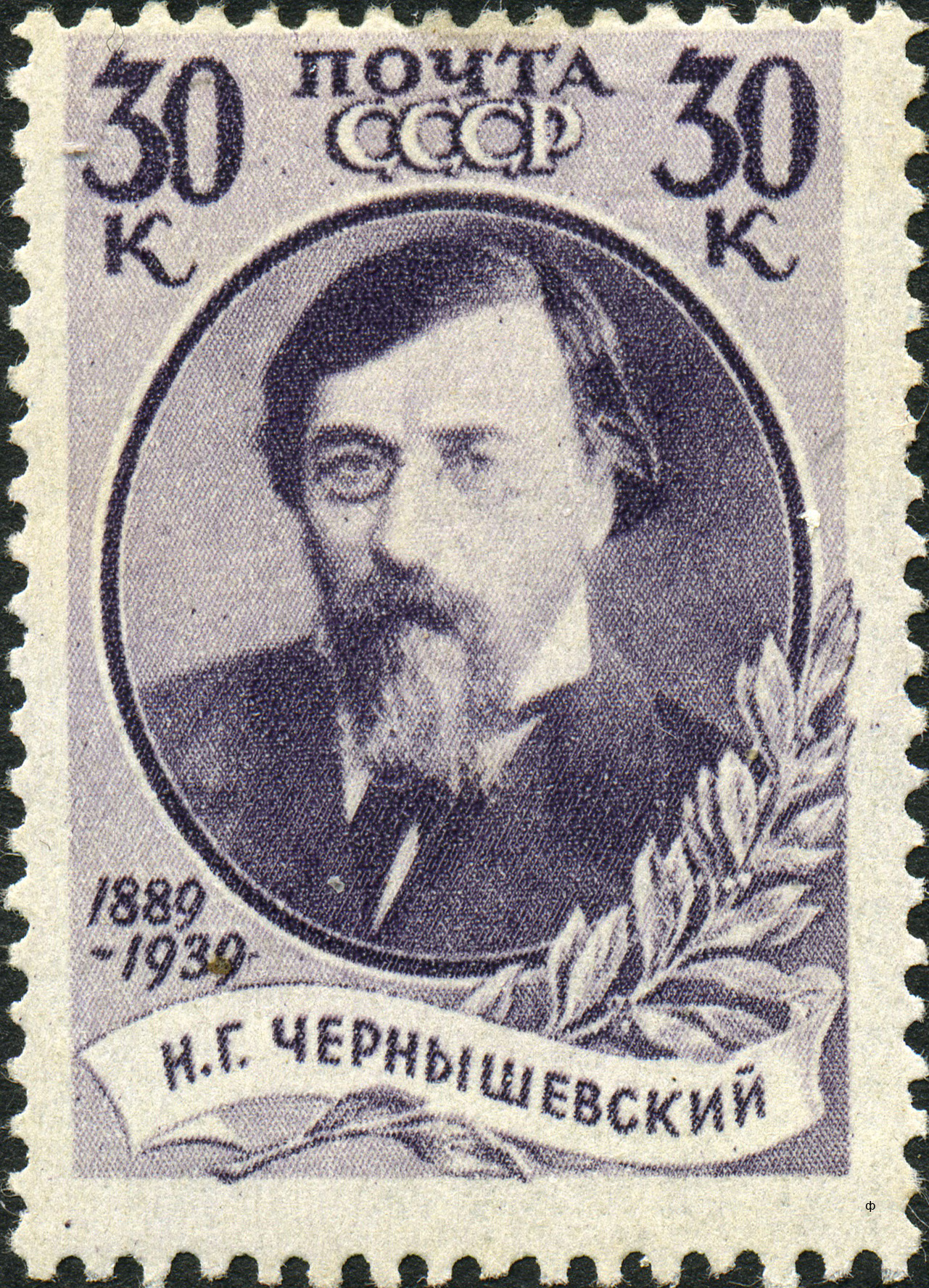
الذكرى الخمسين لوفاة نيكولاي تشيرنيشيفسكي

أمثلة على طوابع بريدية من عام 1940 بالفئات 10 و30 كوبيك
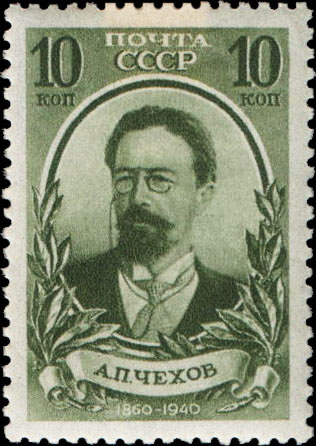
الذكرى الثمانين لميلاد أنطون تشيخوف
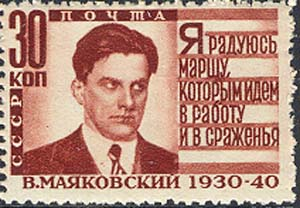
الذكرى العاشرة لوفاة فلاديمير ماياكوفسكي
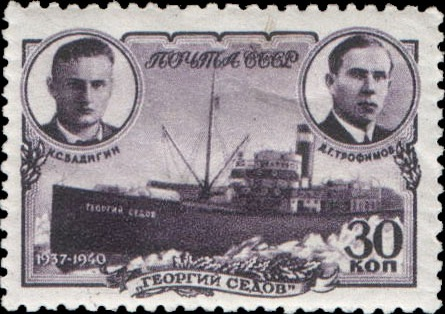
كاسحة الجليد جورجي سيدوف
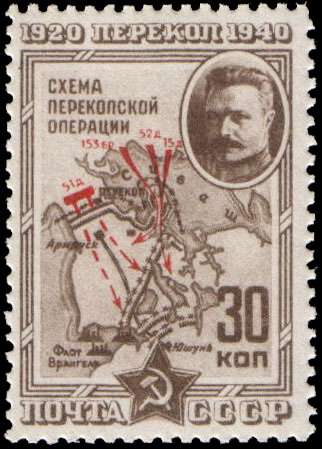
الذكرى السنوية العشرون لعملية بيريكوب

لقد كان الحزب الشيوعي السوفييتي من أهم المواضيع التي رُسمت على طوابع الاتحاد السوفييتي. وكان ذلك عادةً بطريقتين:
- تخصيص طوابع بريدية لعدد كبير من أعضاء الحزب البارزين، سواء الأحياء منهم أو المتوفين.
- وضع شعارات الحزب وقراراته.

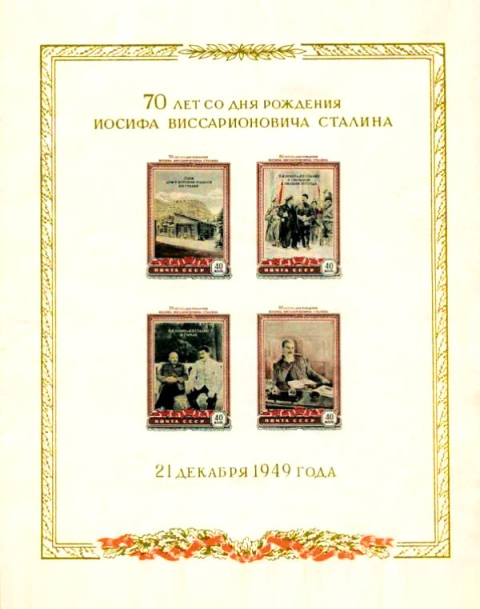
بطاقة تذكارية لجوزيف ستالين من عام 1949 احتفالاً بالذكرى السبعين لميلادهِ
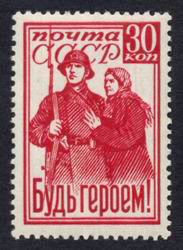
كن بطلاً!، أول طابع بريدي للاتحاد السوفييتي مخصص للحرب الوطنية العظمى، عام 1941
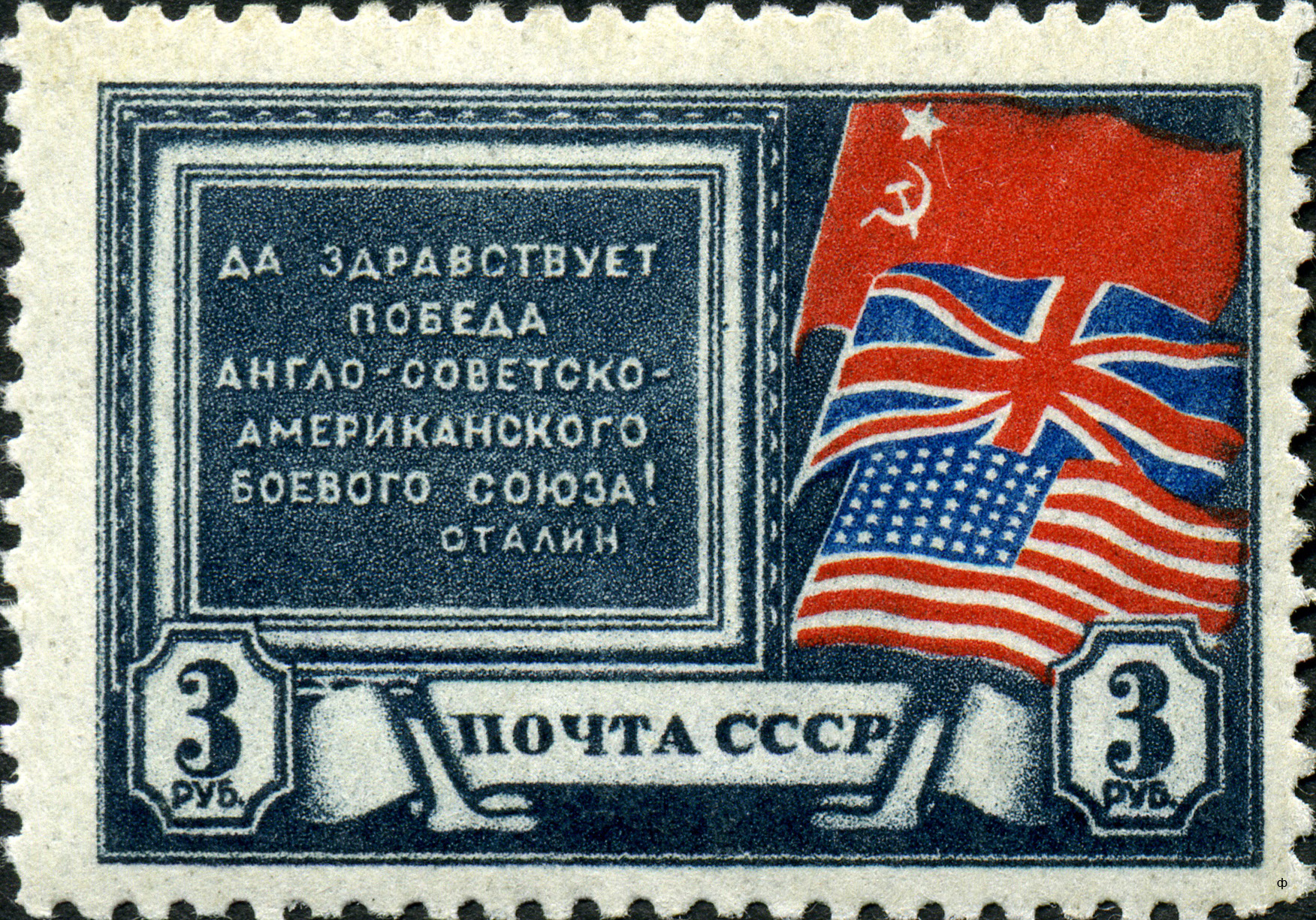
"عاش انتصار التحالف الأنجلو-سوفيتي-الأمريكي المقاتل! (ستالين)"، طابع بريدي صدر عام 1943 بمناسبة مؤتمر طهران

لقد كانت صور فلاديمير لينين على الطوابع السوفيتية أكثر شيوعًا بين البلاشفة، حيث صدرت أول طوابع "لينينيانا" بعد وفاتهِ في يناير 1924. واستُخدمت صور أعضاء الحزب على الطوابع، وهم في كامل عمرهم، للتأكيد على مفهوم سلطة الدولة. ومن الأمثلة على ذلك مجموعة طوابع صدرت عام 1935، احتفلت بعيد ميلاد ميخائيل كالينين الستين، وصوّرته عاملًا ومزارعًا وخطيبًا. وقد جسدت هذهِ الطوابع القوى المحركة للدولة السوفيتية: العامل والمزارع والحزب الشيوعي. وتُعتبر هذه الممارسة اتجاهًا عالميًا، حيث تُصوّر صور السياسيين في السلطة على طوابع بريد ترمز إلى الدولة.
تغيرت شعارات الحزب وقراراته على الطوابع السوفيتية بمرور الوقت. حيث عكست مواضيع الطوابع السابقة في عقد العشرينيات من القرن العشرين، وإن كان بشكل غير مباشر، روح السياسة الاقتصادية الجديدة. منذ عام 1929، استُخدمت الطوابع لإعلان واضح عن السياسات الاقتصادية المتغيرة. عندما بدأ يوسف ستالين مرحلة التصنيع، صدرت مجموعة خاصة من الطوابع لدعم الصناعة والإنتاج الصناعي في البلد. على سبيل المثال، حمل طابع فئة العشرة كوبيكات صورة سلسلة من الجرارات، كُتب عليها "لنزيد الحصاد بنسبة 35٪". ودعا شعار مكتوب على طابع العشرين كوبيك إلى "مزيد من المعادن، مزيد من الآلات!". أما طابع من الفئة 28 كوبيكًا، فحمل صورة فرن صهر، ومخططًا لإنتاج خام الحديد، وكتب عليهِ شعار "حديد، 8 ملايين طن".